# Antique
Koordinaten: 11° 14′ N, 122° 6′ O
Antique ist eine Provinz auf der Insel Panay, die zu dem Inselstaat der Philippinen gehört. Antique hat eine Fläche von 2.729,17 km² und 582.012 Einwohner (Stand 1. August 2015). Die Hauptstadt der Provinz ist San Jose de Buenavista. Im Osten der Provinz liegen die Central-Panay-Berge die auf über 2.000 Meter über den Meeresspiegel ansteigen. 

## Sprache

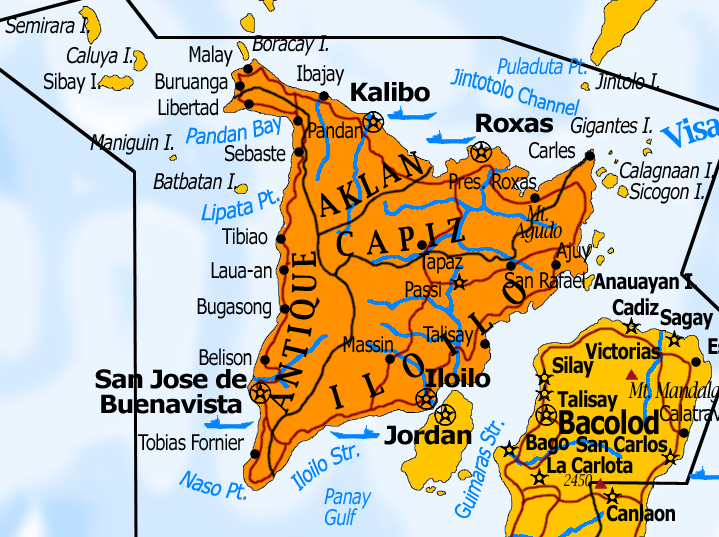
Karte der Insel Panay

Hamtikan und Ilonggo ist die Sprache im südlichen Bereich um die Hauptstadt San Jose. Im Norden wird Kinaray-a gesprochen.

## Sehenswürdigkeiten
In der Region Antique sind diese Orte einen Besuch wert: Danawan Cave, Panao Lake und Pula-Wasserfälle.
Im Norden Antiques den Bugang River (einer der saubersten Flüsse auf den Philippinen), daneben der weiß-goldene Sandstrand (Phaidon Beach) in Tingib/Duyong, Pandan. Ein versunkener Korallengarten (Punta Pucio) befindet sich in Libertad. Südlich gelegen ist der Igpasungaw Wasserfall (Sebaste), Inseln zum Schnorcheln und Tauchen bieten sich in Mararison, Batbatan, Maniguin und die Caluya-Inseln. Teile des Northwest Panay Peninsula Natural Park liegen in der Provinz.

## Verwaltungsgliederung
Antique ist unterteilt in 18 eigenständig verwaltete Gemeinden. 
| - Anini-y - Barbaza - Belison - Bugasong - Caluya - Culasi - Hamtic - Laua-an - Libertad | - Pandan - Patnongon - San Jose - San Remigio - Sebaste - Sibalom - Tibiao - Tobias Fornier (Dao) - Valderrama |

## Wirtschaft
Reis, Kokosnuss, Weizen und Mango sind die landwirtschaftlichen Produkte der Provinz.
Marmor, Kohle, Chrom und magnetischer Sand sind die vorhandenen Bodenschätze.

## Bildungseinrichtungen
- University of Antique